# Fissidens nobreganus
Fissidens nobreganus là một loài Rêu trong họ Fissidentaceae. Loài này được Luisier & P. de la Varde mô tả khoa học đầu tiên năm 1953.